# Wincenty Dembiński
Wincenty Dembiński (ur. 15 grudnia 1846 w Małej Komorzy, zm. 10 marca 1921 w Toruniu) – żołnierz armii pruskiej, oficer Wojska Polskiego w II Rzeczypospolitej, kawaler Orderu Virtuti Militari.

## Życiorys
Urodził się w Małej Komorzy w rodzinie Teodora i Janiny z Jasieńskich. Absolwent gimnazjum w Chełmnie i Akademii Rolniczej w Prószkowie. Uczestnik wojny francusko-pruskiej. Po zdemobilizowaniu pracował we własnym majątku w Zalesiu. Był członkiem towarzystw rolniczych i oświatowych. W czasie I wojny światowej działał w tajnej Organizacji Wojskowej Pomorza sprawując funkcję komendanta I Okręgu. Z kadry Straży Ludowej swego okręgu zorganizował Toruński baon wartowniczy. Za tę pracę został odznaczony pośmiertnie Krzyżem Srebrnym Orderu Virtuti Militari. W 1919 wstąpił do odrodzonego Wojska Polskiego i otrzymał przydział do 17 pułku Ułanów Wielkopolskich.
Zmarł w Toruniu i spoczywa na miejscowym cmentarzu. Był żonaty z Wandą Hoppe.

## Ordery i odznaczenia
- Krzyż Srebrny Orderu Wojskowego Virtuti Militari nr 7648 (pośmiertnie, 17 maja 1922)[1][2]